# Kalix busstation
Kalix busstation är en busstation i centrala Kalix. Den uppfördes omkring början av 1960-talet. Länstrafiken Norrbotten och Kalix Lokaltrafik kör dagligen turer här.

## Den nuvarande busstationen
Busstationen idag är placerad vid Parallellgatan i Kalix alldeles intill E4:an. Det är i centrum av Kalix och det är nära till ortens näringsliv. I byggnaden finns även 11:ans Gatukök. 

## Historik
Kalix Taxi fanns länge alldeles intill stationen placerad i Odd-Fellow huset innan de 2020 flyttade till den f.d byggnaden för Scotts tvätt längre bort på Strandgatan. 
Centralkiosken hade även sin kiosk med spelhörna i busstationen från 1986 fram tills 2007, då de flyttade in till gallerian.

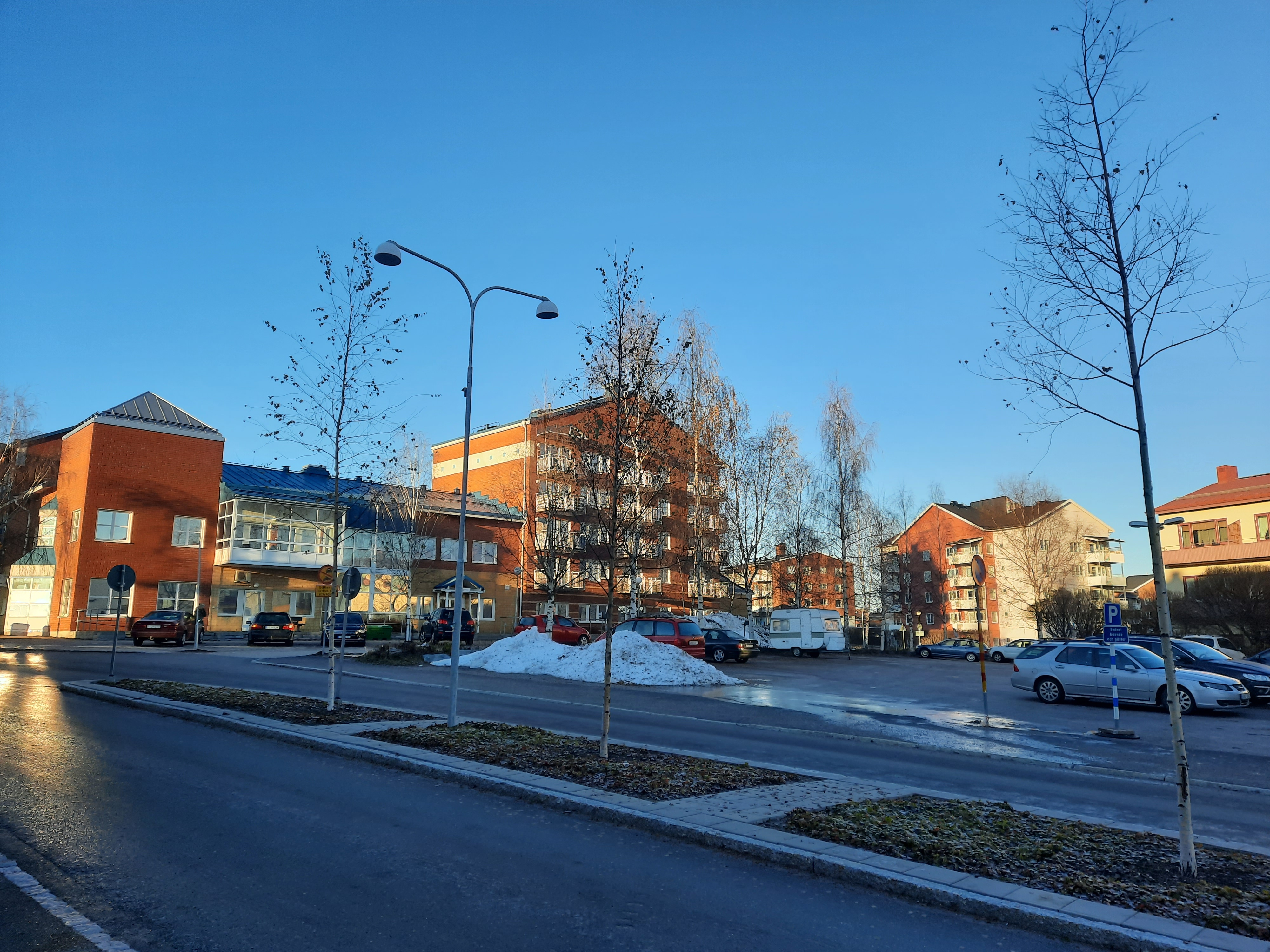
Det gamla busstorget i Kalix är numera en parkeringsplats sedan länge. Torggården finns till vänster.

### Det gamla busstorget
Kalix första busstation fanns uppe på det gamla Centraltorget beläget mitt mellan Torggatan och Morjärvsvägen. Många saknade bil och det var då nödvändigt att åka buss. Det gick ungefär en buss varje timme till de större byarna i Kalix.

#### Byggnader vid det gamla busstorget
Vid busstorget fanns också Västra Skolan samt Kantorsgården, som var socknens första fasta folkskola. Kantorsgården byggdes 1855 och brann ned år 1990. Ronnies gatugrill fanns också vid torget. På lördagar var det vanligt att det var torghandel. Sen efter att den nya busstationen hade byggts hölls det auktioner vid den överblivna byggnaden. Huset revs sedan. Ett miniatyrhus av den gamla busstationen finns sedan 2018 att beskåda nere på Strandängarna i Kalix, vid Kalix lilla trästad.
Idag finns äldreboendet Torggården på den plats vid torget där Västra Skolan en gång stod. Där Folkskolan fanns står bostadsföretaget HSB:s kontor nu och alldeles intill låg också Kalix första tingshus, som senare flyttades till ön Vassholmen.